# Dorceta Taylor
Dorceta E. Taylor (1957) é uma socióloga ambiental americana (embora nascida na Jamaica) conhecida por seu trabalho sobre justiça ambiental e racismo no movimento ambientalista. Ela é Reitora Associada Sênior de Diversidade, Equidade e Inclusão na Yale School of the Environment, bem como Professora de Justiça Ambiental. Antes disso, foi Diretora de Diversidade, Equidade e Inclusão na Escola de Meio Ambiente e Sustentabilidade (SEAS) da Universidade de Michigan, onde também atuou como Professora Colegiada James E. Crowfoot de Justiça Ambiental. A pesquisa de Taylor abrange história ambiental, justiça ambiental, política ambiental, lazer e recreação, gênero e desenvolvimento, assuntos urbanos, relações raciais, ação coletiva e movimentos sociais, empregos verdes, diversidade no campo ambiental, insegurança alimentar e agricultura urbana.
Uma pesquisadora da justiça ambiental, o trabalho de Taylor ganhou inúmeros prêmios. Seu livro de 2009, The Environment and the People in American Cities: 1600s-1900s, foi a primeira história de injustiça ambiental na América. Sua obra Toxic Communities, de 2014, foi aclamado como um "porta-estandarte" para estudos sobre justiça ambiental. Por fim, seu terceiro projeto literário, The Rise of the American Conservation Movement, é uma "arrebatadora história social" que desafia a narrativa da história ambiental e inspira os leitores a "reconsiderar quase tudo".

## Primeiros anos e educação
Taylor nasceu e foi criada na zona rural da Jamaica. Ela concluiu o bacharelado em Estudos Ambientais e biologia (com honras) pela Universidade Northeastern Illinois, na cidade de Chicago, no ano de 1983. Em seguida, obteve um mestrado em ciências florestais pela Universidade Yale em 1985. Três anos depois, garantiu mestrado em arte e em filosofia. Posteriormente, foi doutorado conjunto em sociologia e estudos florestais e ambientais da Escola de Florestas e do Departamento de Sociologia da Universidade de Yale em 1991. Ela foi a primeira mulher afro-americana a obter um doutorado na Yale School of Forestry & Environmental Studies.

## Carreira acadêmica
Taylor recebeu uma bolsa de pós-doutorado da Fundação Nacional da Ciência em 1991 para estudar o ativismo ambiental de minorias étnicas na Grã-Bretanha. Ela se afiliou ao Departamento de Geografia da University College of London enquanto conduzia sua pesquisa. No ano seguinte, obteve uma bolsa de pós-doutorado da Fundação Ford/Rockefeller e Underclass Postdoctoral Fellowship na Universidade de Michigan. A escolha foi realizada em conjunto entre a Ford School of Public Policy e a School of Social Work.
Em 2010,  ganhou o prêmio Allan Schnaiberg Outstanding Publication pelo livro Environment and the People in American Cities, 1600s-1900s: Disorder, Inequality, and Social Change (Duke University Press, 2009). Taylor foi presidente da Seção de Meio Ambiente e Tecnologia da Associação Americana de Sociologia de 2012 a 2013.
Em 2012, Taylor tornou-se a principal investigadora de uma concessão de cinco anos do Departamento de Agricultura dos Estados Unidos para estudar disparidades raciais e de classe no acesso a alimentos no estado de Michigan.
Em 2014, foi celebrada pela cidade de São Francisco como uma das 29 ambientalistas negras que fizeram “mudanças reais e duradouras”.
Em 2015, Taylor se tornou professora catedrática do James E. Crowfoot Collegiate de Justiça Ambiental e Diretora da Diversidade, Equidade e Inclusão da Escola de Meio Ambiente e Sustentabilidade (abreviado em inglês: SEAS) da Universidade de Michigan.
Em 2018, foi celebrada por uma ampla gama das organizações ambientais mais proeminentes do mundo. Ela recebeu o prêmio Women in Conservation Rachel Carson da National Audubon Society, o prêmio Freudenburg Lifetime Achievement da Association of Environmental Science and Studies, o prêmio presidencial de Excelência de Mentoria em Ciência, Matemática e Engenharia (em inglês: PAESMEM), o prêmio Distinguished Faculty Achievement da Universidade de Michigan e o prêmio presidencial da Detroit Audubon Society.
Em 2021, Taylor tornou-se a primeira reitora associada sênior de diversidade, equidade e inclusão na Yale School of the Environment.

## Trabalho sobre diversidade em organizações ambientais
O trabalho de Taylor sobre a exclusão racial no movimento ambientalista começou em 1989, com seu artigo "Blacks and the Environment: Toward an Explanation of the Concern and Action Gap between Blacks and Whites", e ela escreveu vários artigos sobre o assunto na revista início dos anos 1990. Em 2014, Taylor escreveu um relatório inovador sobre diversidade em organizações ambientais. As conclusões do relatório, de que as organizações ambientais falharam em representar a diversidade da população americana em sua liderança, provocaram uma tempestade de controvérsias. O relatório foi encomendado pela iniciativa de diversidade Green 2.0, que continua a rastrear dados de diversidade para as 40 maiores organizações ambientais. Para expandir esse trabalho, em 2018, Taylor publicou um relatório atualizado que examinava o status da diversidade em mais de duas mil organizações ambientais americanas sem fins lucrativos, e até que ponto elas relatavam suas características demográficas e atividades de diversidade no sistema de relatórios GuideStar. Em 2019, Taylor publicou uma nova pesquisa sobre a falta de relatórios de diversidade em organizações ambientais.

### Iniciativa de Desenvolvimento de Liderança Ambiental Minoritária
Com financiamento da Fundação Joyce, Taylor fundou a Iniciativa de Desenvolvimento de Liderança Ambiental Multicultural (abreviado do inglês: MELDI) em 2003. Em 2005, organizou uma conferência nacional e, dois anos mais tarde, uma internacional com o objetivo de avaliar o estado da diversidade no campo ambiental e planejar o aumento da diversidade no futuro. Vários trabalhos apresentados na conferência de 2007 foram publicados no livro Environment and Social Justice:  An International Perspective.
Taylor também conduziu quatro estudos sobre diversidade, financiados pela Fundação Joyce, Fundação Ford e Fundação Nacional da Ciência, e publicados em revistas acadêmicas BioScience, Journal of Environmental Education, Research in Social Problems and Public Policy e Environmental Practice.

### Programa de Bolsas Ambientais
Em 2015, Taylor lançou o Programa de Bolsas Ambientais (abreviado do inglês: EFP) em parceria com a Environmental Grantmakers Association. O EFP é um programa nacional que busca diversificar o campo filantrópico ambiental e de conservação por meio de estágios de verão remunerados de doze semanas para estudantes de pós-graduação em fundações parceiras e organizações sem fins lucrativos. Os financiadores do programa incluem CS Mott, Fundação Island, New York Community Trust, Fundação Pisces, e muito mais. O programa visa reduzir as barreiras à entrada em empregos de nível médio e sênior em organizações ambientais e fundações para profissionais de origens sub-representadas, conectando-os a mentores e dando-lhes experiência na área.

### Doris Duke Conservation Scholars Program
Também em 2015, Taylor iniciou na Yale School of the Environment, filial do projeto Doris Duke Conservation Scholars Program (abreviado do inglês: DDCSP), financiado pela Fundação Doris Duke Charitable. Em 2020, o programa mudou para Yale School of the Environment com Taylor. Este programa é um estágio de dois verões destinado a diversificar o setor de conservação, dando oportunidades a estudantes de origens sub-representadas no campo e àqueles comprometidos com a diversidade, equidade e inclusão. Por meio dessa experiência, aproximadamente vinte alunos de graduação ganham experiência a cada verão por meio de um verão de pesquisa de laboratório e um verão adicional de estágio com grupos ambientais.

### Conferências de Diversidade, Equidade e Inclusão
Em 2018, a Conferência New Horizons in Conservation - liderada por Taylor - ocorreu em Washington, D.C. Mais de 200 alunos, professores, ex-alunos do Programa Ambiental e Doris Duke Conservation Scholars Program e profissionais de conservação — a maioria deles pessoas de cor — se reuniram para "celebrar e avaliar" a diversidade, a equidade e a inclusão no setor ambiental, marcando um marco na história da conservação. "Os estudantes e jovens profissionais que participaram desta conferência representam o futuro da conservação", disse Taylor sobre a conferência, "Eles são multiculturais, multifacetados e talentosos, e estão preparados para assumir papéis de liderança neste setor. A diversidade beneficia a todos nós, e há força nisso." A programação incluiu uma extensa série de palestrantes, construção de comunidade e desenvolvimento de carreira e acadêmico para ex-alunos do programa.
A Conferência Novos Horizontes em Conservação é agora um encontro anual para pessoas com origens sub-representadas no campo da conservação e aquelas que estão comprometidas com os princípios de diversidade, equidade e inclusão. O evento atrai participantes de todo o país, em várias profissões e estágios de carreira, incluindo, entre outros, estudantes de graduação e pós-graduação, acadêmicos, profissionais ambientais, defensores de políticas e autoridades eleitas. A New Horizons também trabalha para reforçar os pipelines críticos construídos por programas de caminhos de diversidade em todo o país, fornecendo espaços para os participantes se conectarem com colegas, fazerem contatos, participarem de workshops e treinamentos práticos de desenvolvimento profissional, participarem de viagens de campo locais e ouvirem de diversas gama de líderes e visionários no campo. A segunda conferência anual New Horizons in Conservation ocorreu em Chicago, Illinois, em abril de 2019. A terceira conferência anual foi planejada para acontecer em Ann Arbor, Michigan, em abril de 2020, mas foi cancelada devido à pandemia de COVID-19. A conferência foi organizada virtualmente pela Yale School of the Environment em 2021, com mais de 800 participantes de vários países. A conferência de 2022 será realizada em New Haven, Connecticut.

### Iniciativa de Justiça, Equidade, Diversidade e Inclusão
Em 2021, Taylor iniciou a Iniciativa de Justiça, Equidade, Diversidade e Sustentabilidade (abreviado do inglês: JEDSI) na Yale School of the Environment. JEDSI procura examinar a relação entre desigualdades sociais, experiências vividas e resultados ambientais. JEDSI atualmente se concentra em oito áreas principais de pesquisa, ensino e prática: História Ambiental-Natureza, Experiências ao Ar Livre, Atitudes e Percepções Desigualdades Ambientais, Resiliência e Sustentabilidade Alimentação e Agricultura: Acesso, Soberania, Justiça Alimentar Diversidade Institucional, Transparência e Força de Trabalho Programação do Caminho da Diversidade Dinâmica Novos Horizontes na Conservação Orientação de Conferências e Perfis de Profissionais Ambientais de Cor.

## Trabalho pela justiça ambiental
O livro premiado de Taylor, The Environment and the People in American Cities (Duke University Press, 2009), enfocou os desafios ambientais que as cidades americanas enfrentaram nos séculos XVII a XX. Ela documentou a dinâmica de raça, classe e gênero que surgiu quando os moradores urbanos tentaram lidar com os problemas ambientais. O livro também demonstrou que desde o início as desigualdades ambientais surgiram nas cidades americanas e foram perpetuadas de forma deliberada e não intencional. Uma obra "ambiciosa" e 'impressionante' que cobre 500 anos de história, The Environment and the People in American Cities é o primeiro de três livros, enquanto o segundo da série, The Rise of the American Conservation Movement (Duke University Press), foi lançado em 2016. Nele, ela examina o surgimento e ascensão do movimento de conservação americano de meados de 1800 até o início de 1900, demonstrando como raça, classe e gênero influenciaram todos os aspectos do movimento, desde o estabelecimento de parques até recreação ao ar livre e conservação da floresta; e as ligações do movimento com as ideologias do século XIX. "Abrangente", "diferenciado" e "abrangente", um acadêmico sugeriu que The Rise of the American Conservation Movement documenta o movimento de maneiras que inspirarão os leitores a reconsiderar o que aprenderam anteriormente sobre a história ambiental.
O segundo livro de Taylor e a terceira parte de sua série, Toxic Communities: Environmental Racism, Industrial Pollution, and Residential Mobility (New York University Press, 2014) narra a contaminação de comunidades minoritárias e de baixa renda nos Estados Unidos. A obra verifica sete teorias diferentes que têm sido usadas para explicar por que as minorias raciais e os pobres são frequentemente encontrados vivendo ao lado de instalações tóxicas ou usos indesejáveis da terra e, particularmente, desafia a suposição de que as comunidades minoritárias têm a mobilidade necessária para se afastar de tais instalações. Com base em exemplos práticos, o livro documenta como a história das políticas habitacionais racialmente discriminatórias efetivamente forçou as minorias a se aproximarem de indústrias poluidoras. O livro incorpora insights da sociologia e do estudo do desenvolvimento urbano que anteriormente haviam sido ignorados nos estudos sobre justiça ambiental. Um acadêmico sugeriu que, em vista do tratamento abrangente de Taylor da história inicial do movimento de justiça ambiental americano, seu livro deveria ser "o último" a revisar essa história com tantos detalhes, pois futuros escritores poderiam simplesmente se referir a seu trabalho entre parênteses.

## Trabalho pelo combate a insegurança alimentar
Em um projeto de 2012 a 2018, Taylor colaborou com pesquisadores da Universidade Estadual Grand Valley, Universidade Estadual de Michigan, Universidade Michigan-Flint, e Universidade Estadual Lake Superior, e da Universidade de Wisconsin-Madison para trabalhar em um projeto que examina a insegurança alimentar em Michigan. Um site conhecido como Food Access em Michigan ou FAIM, lançado em agosto de 2018. O estudo analisa a relação entre as características demográficas e a distribuição dos pontos de venda de alimentos em 18 cidades de pequeno e médio porte do estado. Também examina nutrição eficaz e intervenções comportamentais e mecanismos para melhorar o acesso aos alimentos e a participação em iniciativas alimentares locais. Essas questões estão sendo estudadas em Sault Ste. Marie, Brimley/Bay Mills e St. Ignace - cidades na Península Superior; Holanda, Muskegon, Benton Harbor e Grand Rapids no oeste; Flint, Saginaw, Lansing e Kalamazoo na parte central; e Ypsilanti, Taylor, Southfield, Warren, Pontiac, Inkster e Dearborn no sudeste. Essas cidades têm grandes populações de um ou mais dos seguintes grupos raciais e étnicos: negros, hispânicos, nativos americanos, asiáticos e árabes.

## Prêmios e honrarias
- Reconhecida pela LiveKindly como um dos 7 ambientalistas negros moldando o futuro, 2021;[37]
- Prêmio Mulheres em Sustentabilidade, Envision Charlotte e Wells Fargo, 2020;[38]
- Selo de Michigan, Michigan Legislative Black Caucus, 2020;[39]
- Celebrada como Líder Ambiental Negro, Fundo de Defesa Ambiental, 2020;[40]
- Reconhecida pela Green America como um dos 8 líderes negros que revolucionaram o movimento climático, 2020;[41]
- Reconhecida pela AARP como um dos 8 líderes que continuam o legado de Martin Luther King Jr., 2020;[42]
- Wilbur Cross Medal, Yale Graduate School Alumni Association, 2020;[43]
- Prêmio Campeão de Comunidades Sustentáveis EcoWorks, EcoWorks Detroit, 2020;[44]
- Prêmio Presidencial da Fundação Nacional da Ciência por Excelência em Mentoria em Ciências, Matemática e Engenharia, 2018;[3]
- Prêmio Freudenburg Lifetime Achievement, Associação de Ciências e Estudos Ambientais, 2018;[12]
- Prêmio Rachel Carson: Women in Conservation, National Audubon Society, 2018;[11]
- Prêmio do Presidente da Associação Detroit Audubon, 2018;[13]
- Prêmio Distinguished Faculty Achievement da Universidade de Michigan, 2018;[45]
- Prêmio Burton V. Barnes por Excelência Acadêmica, Sierra Club Michigan Chapter, 2017;[46]
- Prêmio Charles Horton Cooley, Associação Sociológica de Michigan, 2015;[47]
- Yale School of Forestry and Environmental Studies Award Outstanding Alumni, 2015;[48]
- Fred Buttel Distinguished Contribution Award, American Sociological Association, 2015;[8]
- Ambientalistas negros durante o mês da história negra, San Francisco, 2014;[10]
- Prêmio Harold R. Johnson Diversity Service, Universidade de Michigan, 2012;[49]
- Prêmio Allan Schnaiberg Outstanding Publication pelo livro, Environment and the People in American Cities, 1600s-1900s: Disorder, Inequality, and Social Change, A temática sobre o meio ambiente e tecnologia da Associação Americana de Sociologia, 2010;[8]

## Obras publicadas

### Livros
- Taylor, DE (2016). The Rise of the American Conservation Movement: Power, Privilege, and Environmental Protection (em inglês). Duke University Press.
- Taylor, DE (2014). Toxic Communities: Environmental Racism, Industrial Pollution, and Residential Mobility (em inglês). Imprensa da Universidade de Nova York.
- Taylor, DE (2010). Environment and Social Justice: An International Perspective Vol: 18 (em inglês). Emerald Group Publishing Limited.
- Taylor, DE (2009). The Environment and the People in American Cities, 1600s-1900s: Disorder, Inequality and Social Change (em inglês). Universidade Durham Duke.

### Relatórios
- Price, Kit (2018). «Diversity Pathways: Broadening Participation in Environmental Organizations» (em inglês). doi:10.13140/RG.2.2.19473.68963/1
- Dorceta E Taylor (2018). «Diversity in Environmental Organizations Reporting and Transparency» (em inglês). doi:10.13140/RG.2.2.24588.00649
- Dorceta E Taylor (2014). «Environmental Organizations in the Great Lakes Region: An Assessment of Institutional Diversity» (em inglês). doi:10.13140/RG.2.2.29479.24487
- Dorceta E Taylor (2018). «The State of Diversity in Environmental Organizations Mainstream NGOs Foundations Government Agencies» (em inglês). doi:10.13140/RG.2.2.34512.40962

### Artigos acadêmicos
- Taylor, Dorceta (14 de maio de 2021). «Understanding Black, Asian, Latinx, and White College Students' Views of Nature: Frequent Thoughts About Wild, Remote, Rural, and Urban Landscapes». American Behavioral Scientist (em inglês). 66 (7): 989–1031. doi:10.1177/00027642211013403
- Dorceta, Taylor; Lusuegro, Alliyah; Loong, Victoria; Cambridge, Alexis; Nichols, Claire; Goode, Maeghen; McCoy, Ember; Daupan, Meg; Bartlett, M’Lis (8 de maio de 2021). «Racial, Gender, and Age Dynamics in Michigan's Urban and Rural Farmers Markets: Reducing Food Insecurity, and the Impacts of a Pandemic». American Behavioral Scientist (em inglês). 66 (7): 894–936. PMC 8107495. PMID 35645401. doi:10.1177/00027642211013387
- Rybarczyk, Greg; Taylor, Dorceta; Brines, Shannon; Wetzel, Richard (25 de dezembro de 2019). «A Geospatial Analysis of Access to Ethnic Food Retailers in Two Michigan Cities: Investigating the Importance of Outlet Type within Active Travel Neighborhoods». International Journal of Environmental Research and Public Health (em inglês). 17 (1). 166 páginas. PMC 6982187. PMID 31881710. doi:10.3390/ijerph17010166
- Taylor D.E., Paul S., McCoy E. (2019). «Diversity, Equity, and Inclusion and the Salience of Publicly Disclosing Demographic Data in American Environmental Nonprofits». Sustainability (em inglês). 11 (19): 5491. doi:10.3390/su11195491
- Taylor D.E. (2019). «College Students and Nature: Differing Thoughts of Fear, Danger, Disconnection, and Loathing». Environmental Management (em inglês). 64 (1): 79–96. Bibcode:2019EnMan..64...79T. PMC 6598941. PMID 31076829. doi:10.1007/s00267-019-01172-9
- Taylor D.E. (2018). «Enhancing racial diversity in the Association for Environmental Studies and Sciences». Journal of Environmental Studies and Sciences (em inglês). 8 (4): 379–384. doi:10.1007/s13412-018-0518-1
- Taylor D.E. (2018). «Racial and Ethnic Differences in Connectedness to Nature and Landscape Preferences Among College Students». Environmental Justice (em inglês). 11 (3): 118–136. doi:10.1089/env.2017.0040
- Taylor D.E. (2018). «Black Farmers in the U.S. and Michigan: Longevity, Empowerment, and Food Sovereignty». Journal of African American Studies (em inglês). 22: 2. doi:10.1007/s12111-018-9394-8
- Burdine J, Taylor D.E. (2018). «Neighborhood Characteristics and Urban Gardens in the Toledo Metropolitan Area: Staffing and Voluntarism, Food Production, Infrastructure, and Sustainability Practices». Local Environment (em inglês). 22 (2): 198–219. doi:10.1080/13549839.2017.1397614
- Taylor D.E. (2017). «Racial and Ethnic Differences in the Students' Readiness, Identity, Perceptions of Institutional Diversity, and Desire to Join the Environmental Workforce». Journal of Environmental Studies and Sciences (em inglês). 8 (2): 152–168. doi:10.1007/s13412-017-0447-4
- Taylor D.E. (2015). «Gender and Racial Diversity in Conservation Organizations: Uneven Accomplishments and Cause for Concern». Environmental Justice (em inglês). 8 (5): 165–180. doi:10.1089/env.2015.0018
- Taylor DE (2011). «The Evolution of Environmental Justice Activism, Research, and Scholarship». Environmental Practice (em inglês). 13 (4): 280–301. doi:10.1017/s1466046611000329
- Taylor D.E. (2011). «Racial and Gender Differences in Job Mobility and Wages of Employees in Environmental Organizations». Environmental Practice (em inglês). 13 (4): 370–385. doi:10.1017/s146604661100038x
- Taylor D.E. (2011). «Green Jobs and the Potential to Diversify the Environmental Workforce». Utah Environmental Law Review (em inglês). 30 (2): 47–77
- Taylor, Dorceta E. (2010). «Introduction». Environment and Social Justice: An International Perspective. Col: Research in Social Problems and Public Policy (em inglês). 18. [S.l.: s.n.] pp. 3–27. ISBN 978-0-85724-183-2. doi:10.1108/S0196-1152(2010)0000018003
- Taylor, Dorceta E. (2010). «Equity, influence, and access: Central Park's role in historical and contemporary urban park financing». Environment and Social Justice: An International Perspective. Col: Research in Social Problems and Public Policy (em inglês). 18. [S.l.: s.n.] pp. 29–73. ISBN 978-0-85724-183-2. doi:10.1108/S0196-1152(2010)0000018004
- Gin, June; Taylor, Dorceta E. (2010). «Movements, neighborhood change, and the media – Newspaper coverage of anti-gentrification activity in the San Francisco Bay Area: 1995–2005». Environment and Social Justice: An International Perspective. Col: Research in Social Problems and Public Policy (em inglês). 18. [S.l.: s.n.] pp. 75–114. ISBN 978-0-85724-183-2. doi:10.1108/S0196-1152(2010)0000018005
- Chitewere, Tendai; Taylor, Dorceta E. (2010). «Sustainable living and community building in Ecovillage at Ithaca: The challenges of incorporating social justice concerns into the practices of an ecological cohousing community». Environment and Social Justice: An International Perspective. Col: Research in Social Problems and Public Policy (em inglês). 18. [S.l.: s.n.] pp. 141–176. ISBN 978-0-85724-183-2. doi:10.1108/S0196-1152(2010)0000018007
- Freeman, Stephanie; Taylor, Dorceta E. (2010). «Heritage tourism: A mechanism to facilitate the preservation of black family farms». Environment and Social Justice: An International Perspective. Col: Research in Social Problems and Public Policy (em inglês). 18. [S.l.: s.n.] pp. 261–285. ISBN 978-0-85724-183-2. doi:10.1108/S0196-1152(2010)0000018011
- Lashley, Sarah; Taylor, Dorceta E. (2010). «Why can't they work together? A framework for understanding conflict and collaboration in two environmental disputes in Southeast Michigan». Environment and Social Justice: An International Perspective. Col: Research in Social Problems and Public Policy (em inglês). 18. [S.l.: s.n.] pp. 409–449. ISBN 978-0-85724-183-2. doi:10.1108/S0196-1152(2010)0000018016
- Taylor D.E. (2008). Diversity and the Environment: Myth-Making and the Status of Minorities in the Field. Research in Social Problems and Public Policy (em inglês). 15, pp. 89–148.
- Taylor D.E. (2007). «Employment Preferences and Salary Expectations of Students in Science and Engineering». BioScience (em inglês). 57 (2): 175–185. doi:10.1641/b570212
- Taylor D.E. (2007). «Diversity and Equity in Environmental Organizations: The Salience of These Factors to Students». Journal of Environmental Education (em inglês). 39 (1): 19–43. doi:10.3200/joee.39.1.19-44
- Taylor D.E. (2002). Race, Class, Gender and Environmentalism. U.S.D.A (em inglês). Forest Service, PNW-GTR 534, Washington: Seattle.
- Taylor D.E. (2000). «Meeting the Challenge of Wild Land Recreation Management: Demographic Shifts and Social Inequality». Journal of Leisure Research (em inglês). 32 (1): 171–179. doi:10.1080/00222216.2000.11949910
- Taylor D.E. ed (2000). Advances in Environmental Justice: Research, Theory and Methodology, American Behavioral Scientist (em inglês). 43.
- Taylor D.E. (2000). «The Rise of the Environmental Justice Paradigm: Injustice Framing and the Social Construction of Environmental Discourses». American Behavioral Scientist (em inglês). 43 (4): 508–580. doi:10.1177/0002764200043004003
- Taylor D.E. (2000). «Introduction». American Behavioral Scientist (em inglês). 43 (4): 504–507. doi:10.1177/00027640021955423
- Taylor D.E. (2000). «Advances in Environmental Justice: Research, Theory and Methodology». American Behavioral Scientist (em inglês). 43 (4): 508–580. doi:10.1177/0002764200043004003
- Taylor D.E. (1999). «Central Park as a Model for Social Control: Urban Parks, Social Class and Leisure Behavior in Nineteenth-Century America». Journal of Leisure Research (em inglês). 31 (4): 420–477. doi:10.1080/00222216.1999.11949875
- Taylor D.E. (1998). «The Urban Environment: The Intersection of White Middle Class and White Working Class Environmentalism (1820-1950s)». Advances in Human Ecology (em inglês). 7: 207–292
- Taylor D.E. (1997). «American Environmentalism: The Role of Race, Class and Gender. 1820-1995». Race, Gender & Class (em inglês). 5 (1): 16–62
- Taylor D.E. and Winter P. (1995). Environmental Values, Ethics, and Depreciative Behavior in Wildland Settings. U.S.D.A (em inglês). Pacific Southwest Research Station. General Technical Report PSW-156.
- Taylor D.E. (1993). «Minority Environmental Activism in Britain: From Brixton to the Lake District» (PDF). Qualitative Sociology (em inglês). 16 (3): 263–295. doi:10.1007/bf00990102
- Taylor D.E. (1989). «Blacks and the Environment: Towards an Explanation of the Concern and Action Gaps between Blacks and Whites». Environment and Behavior (em inglês). 21 (2): 175–205. doi:10.1177/0013916589212003
- Taylor D.E. (1988). «Environmental Education in Jamaica: The Implementation Gap between Policymakers, Teachers, and Students». The Journal of Environmental Education (em inglês). 20 (1): 22–28. doi:10.1080/00958964.1988.9942777